# 貢氏蝴蝶魚
貢氏蝴蝶魚，俗名芝麻蝶，為輻鰭魚綱鱸形目蝴蝶魚科的其中一種。

## 分布
本魚分布於西太平洋區，包括菲律賓、印尼蘇拉威西島、摩鹿加群島附近、中國南海、東海、日本、台灣、新幾內亞、所羅門群島、澳洲新南威爾斯、馬里亞納群島、馬紹爾群島、密克羅尼西亞、帛琉、諾魯、斐濟群島、夏威夷群島、法屬波里尼西亞、復活節島、加拉巴哥群島、東加、吉里巴斯、吐瓦魯、萬納杜、薩摩亞群島、紐西蘭北部、厄瓜多、墨西哥等海域。该物种的模式产地在夏威夷群岛。

## 深度
水深5至40公尺。

## 特徵
本魚和胡麻斑蝴蝶魚相似，體色以淡黃色或白色為底，大多數鱗片各具一藍黑色點。但體型較高，背鰭和臀鰭為鮮黃色，末緣具黑邊。幼魚具黑眼帶及背鰭鰭條部末端有一眼狀黑斑，但成魚的眼帶不明顯，眼狀斑亦隨成長而消失。鰭硬棘12至13枚、軟條24至27枚；臀鰭硬棘3枚、軟條20至21枚。體長可達18公分。

## 生態
本魚棲息在珊瑚礁區，屬雜食性，以底棲小生物、藻類為食。

## 經濟利用
為觀賞性魚類，不供食用。